# Pierre Jean Schoen

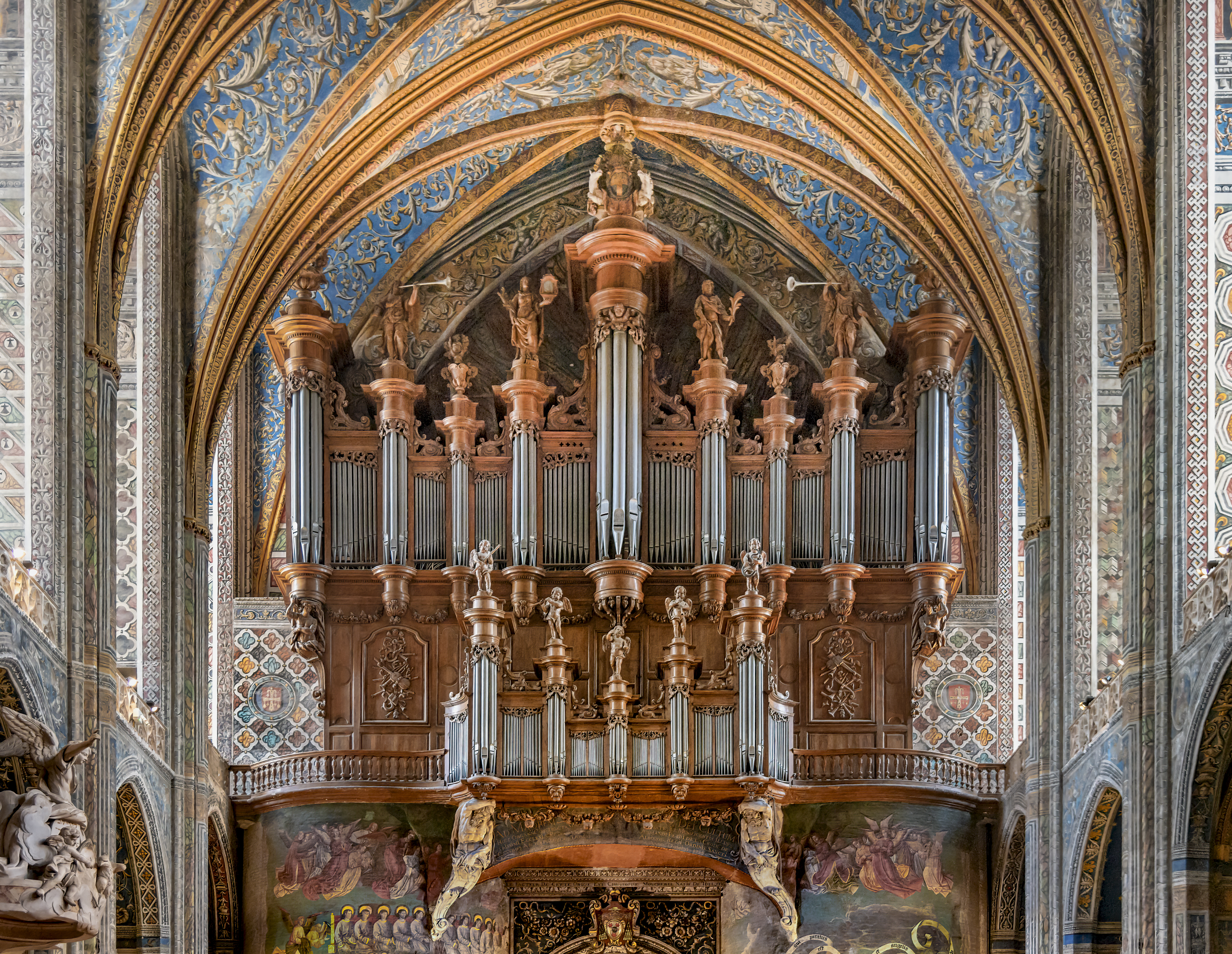
Moucherel-Orgel in der Kathedrale von Albi

Pierre Jean Schoen (* 1967 in Belfort) ist ein französischer Organist. Er ist Kotitularorganist an der Orgel der Kathedrale von Albi, der größten Barockorgel Frankreichs.

## Leben
Schoen wurde 1967 in Belfort geboren. Er erlernte zunächst das Violoncello an der École nationale de musique in Tarbes, bevor er mit 12 Jahren begann, bei dem Darasse-Schüler Gilbert Verge-Borderolle Orgelunterricht zu nehmen. Ab 1984 studierte er am Conservatoire national in Toulouse bei Xavier Darasse, Michel Bouvard und Jan Willem Jansen. Parallel absolvierte er ein Studium der Musikwissenschaft an der Université de Toulouse-Le Mirail. 1988 erhält er das CAPES und 1990 die Agrégation.
Von 1986 bis 1990 war er Titularorganist der Kirche Ste-Bernadette de Tarbes. 1995 wurde er auf den Organistenposten der Orgel der Kathedrale von Albi sowie von St-Salvy d’Albi berufen.

## Diskographie
- Florilège. 2003, CD (Werke von Bach, Buxtehude, Clérambault, Bellini, Bruhns, Raison)
- Cinq siècles d’orgue à Albi. DVD, 2007 (Werke von Bach, Marchand, Boelmann, Alain und Vierne)